# The Rutles
The Rutles (рус. Ратлз) — вымышленная группа, созданная Эриком Айдлом и Нилом Иннесом как пародия на группу The Beatles. Группа известна благодаря псевдодокументальному фильму 1978 года выпуска The Rutles: All You Need Is Cash (часто называется просто The Rutles, рус. Ратлз: Все, что вам нужно — это деньги). Фильм включает 20 песен, написанных Иннесом и исполненных им с тремя другими музыкантами (Айдл в записи песен не участвовал). Саундтрек фильма дополняется вышедшим в 1996 году альбомом Archaeology, пародирующем появившуюся незадолго серию «Anthology The Beatles» («Антология Битлз»).
Второй фильм — The Rutles 2: Can’t Buy Me Lunch (рус. Ратлз 2: Ланч не купишь) вышел в 2002 году.
Само название группы пародирует название The Beatles: «Beatles» — это слово «жуки», «beetles», написанное через букву «a», Rutles — образовано от «rats» — «крысы» с заменой «a» на «u».

## Состав
Состав The Rutles в фильме All You Need Is Cash:
- Рон Насти (Ron Nasty, «nasty» — «плохой, непристойный») — сатира на Джона Леннона, сыгранный Нилом Иннесом,
- Дирк МакКуикли (Dirk McQuickly, «quickly» — «поспешный») — сатира на Пола Маккартни, сыгранный Эриком Айдлом,
- Стиг О’Хара (Stig O’Hara) — сатира на Джорджа Харрисона, сыгранный Рики Фатааром,
- Барри Уом, урождённый Баррингтон Уомбл (Barry Wom, born Barrington Womble) — сатира на Ринго Старра, сыгранный Джоном Хелси. Изменение имени пародирует изменение своего имени Ринго (при рождении звавшегося Ричардом Старки),
- (только в Гамбурге) — Леппо Ситонклифф (Leppo Sitoncliff), «пятый Ратл» — сатира на Стюарта Сатклиффа. Появляется только на фото, изображающей в реальности Олли Халлсала — четвёртого музыканта, принимавшего участие в записи саундтрека к фильму.

Участники The Rutles в оригинальном скетче из Rutland Weekend Television, 1975 года — первом появлении The Rutles:
- Насти — Нил Иннес,
- Дирк — Эрик Айдл,
- Стиг — Дэвид Бэттли,
- Барни — Джон Хэлси.

В этом скетче «Стиг» — это Пол Маккартни, в то время как «Дирк», изображаемый Айдлом — Джордж Харрисон. Персонаж, изображающий Ринго Старра — Барни (ошибочно названный в альбоме «Rutland Weekend Songbook» «Кевином» — единственное появление этого имени в истории The Rutles). В этом скетче все названы только короткими именами — Насти, Стиг, Дирк и Барни.
В дополнение к двум альбомам, Иннес и Хелси гастролировали, вместе с другими музыкантами, как The Rutles в Британии. Песни, исполняемые The Rutles во время этого турне, были как из репертуара самой группы, так и из сольного творчества Иннеса.
Состав во время тура:
- Нил Иннес — пианино, гитара, вокал,
- Джон Хелси — ударные,
- Марк Гриффиз — бас-гитара, вокал,
- Микки Симмондз — клавишные, вокал,
- Кен Торнтон — соло-гитара,
- Дж. Дж. Джонс — перкуссия.

### Реакция The Beatles
Реакция самих «Битлз» на фильм известна. Джордж Харрисон помогал проекту и даже снялся в небольшой роли в фильме. Ринго Старру понравилась часть фильма о ранних днях группы, и не понравилась часть, пародирующая кризис Битлз в конце 60-х. Джон Леннон был настолько в восторге, что оставил себе на память и запись фильма, и саундтрек, которые ему прислали на утверждение. Пол Маккартни воспринял фильм отрицательно, в особенности то, как Эрик Айдл сыграл его «альтер эго» Дирка Макквикли. Правда, потом, узнав, что Айдл — сам из Ливерпуля, простил.